# Емирство Афганистан
 За режима на талибаните със същото име вижте Ислямско емирство Афганистан.  
Емирство Афганистан (на пущунски: د أفغانستان امارت) е историческо емирство между централна и южна Азия, просъществувало между 1823 – 1926 г., което през 1879 – 1919 г. е британски протекторат. Днес това е ислямска република Афганистан.
Емирството се отделя от дуранийската империя, когато Дост Мохамед Хан, основател на династия Баракзай в Кабул, надделява. Историята на емирството е тясно свързана с „Голямата игра“ между Руската империя и Обединеното кралство, които се борят за надмощие в Централна Азия. Този период се характеризира с разширяването на европейските колониални интереси в Южна Азия. Емирство Афганистан продължава войната със сикхската империя, което води до нахлуването в Афганистан на британски ръководени индийски сили, които напълно разбиват афганистанците през 1842 г., но не изпълняват първоначалните си военни цели. Въпреки това, по време на Втората англо-афганистанска война, британците отново побеждават афганистанците и този път поемат контрола над Афганистан.

## История
Ескалирали няколко години след създаването на емирството през 1837 г., руските и британските интереси са в конфликт между Мохамед Шах на Иран и Дост Мохамед Хан, което води до избухването на първата англо-афганистанска война, водена между 1839 г. и 1842 г. По време на войната, Великобритания окупира страната за да предотврати руски контрол над Афганистан и да ограничи руската експанзия. Войната завършва с временна победа за Великобритания, която обаче трябва да се оттегли, така че Дост Мохамед Хан идва на власт отново.
След смъртта му през 1863 г., той е наследен от сина си Шер Али Хан. Въпреки това, три години по-късно, по-големият му брат Мохамед Афзал Хан го отстранява. През 1868 г. Мохамед Афзал Кан също е свален и заменен като емир от Шер Али, който се връща на трона. Шер Али прекарва няколко години в изгнание в Русия. Неговото завръщане като емир предизвиква нови конфликти с Великобритания. Впоследствие, британците нахлуват в Афганистан на 21 ноември 1878 г. и емир Шер Али е принуден да избяга отново в Русия, но умира през 1879 г. в Мазари Шариф. Неговият наследник Мохамед Якуб Хан, търси решения за мир с Русия и им дава по-голяма роля във външната политика на Афганистан. Въпреки това, когато британският пратеник сър Луис Каванари е убит в Кабул на 3 септември 1879 г., британците предлагат да приемат Абдур Рахман Хан като емир. Британците сключват мирен договор с афганистанците през 1880 г., и отново се оттеглят през 1881 г. от страната. Афганистан през 1893 г. принуждава британците за съгласие за линията Дуранд, която все още преминава през зоната на пущуните и е възможна анексия на една трета от Афганистан към Британска Индия.
След края на войната, емир Абдур Рахман Хан спира реформите и потушава множество въстания. След неговата смърт през 1901 г. синът му Хабибула Хан го наследява и продължава с реформите. Той търси помирение с Великобритания, което завършва през 1905 г. с мирен договор с Русия. В Първата световна война, Афганистан остава, въпреки германските и османските усилия, неутрален. През 1919 г. Хабибула Хан е убит от политически опоненти.
Малко по-късно избухва трета война с британците, която продължава три месеца. Тази война приключва с договора от Равалпинди, след което афганистанците са в състояние да възобновяват правото си на напълно независима държава. Новият емир Амануллах Кан започва реформиране на страната и е коронован през 1926 г. за падшах (крал) на Афганистан и основава Кралство Афганистан.